# The Ultimate Collection (album de Sade)
Pour les articles homonymes, voir The Ultimate Collection.
Albums de Sade
Soldier of Love
(2010) Bring Me Home: Live 2011
(2012)
Singles
1. Still in Love with You
Sortie : 5 avril 2011

The Ultimate Collection est une compilation de Sade, sortie en mai 2011. 

## Liste des titres
| 1.  | Your Love Is King               | Diamond Life        | 3:42 |
| 2.  | Smooth Operator                 | Diamond Life        | 4:18 |
| 3.  | Hang On to Your Love            | Diamond Life        | 4:32 |
| 4.  | The Sweetest Taboo              | Promise             | 4:27 |
| 5.  | Is It a Crime?                  | Promise             | 6:22 |
| 6.  | Never as Good as the First Time | Promise             | 3:58 |
| 7.  | Jezebel                         | Promise             | 5:27 |
| 8.  | Love Is Stronger Than Pride     | Stronger Than Pride | 4:20 |
| 9.  | Paradise                        | Stronger Than Pride | 3:38 |
| 10. | Nothing Can Come Between Us     | Stronger Than Pride | 3:54 |
| 11. | No Ordinary Love                | Love Deluxe         | 7:21 |
| 12. | Kiss of Life                    | Love Deluxe         | 4:14 |
| 13. | Feel No Pain                    | Love Deluxe         | 5:11 |
| 14. | Bullet Proof Soul               | Love Deluxe         | 5:25 |

| 1.  | Cherish the Day                                | Love Deluxe     | 6:20 |
| 2.  | Pearls                                         | Love Deluxe     | 4:34 |
| 3.  | By Your Side                                   | Lovers Rock     | 4:41 |
| 4.  | Immigrant                                      | Lovers Rock     | 3:50 |
| 5.  | Flow                                           | Lovers Rock     | 4:34 |
| 6.  | King of Sorrow                                 | Lovers Rock     | 4:47 |
| 7.  | The Sweetest Gift                              | Lovers Rock     | 2:21 |
| 8.  | Soldier of Love                                | Soldier of Love | 5:58 |
| 9.  | The Moon and the Sky                           | Soldier of Love | 4:29 |
| 10. | Babyfather                                     | Soldier of Love | 4:40 |
| 11. | Still in Love with You                         | Inédit          | 4:26 |
| 12. | Love Is Found                                  | Inédit          | 4:11 |
| 13. | I Would Never Have Guessed                     | Inédit          | 2:57 |
| 14. | The Moon and the Sky (Remix) (featuring Jay-Z) | Inédit          | 4:27 |
| 15. | By Your Side (Neptunes Remix)                  |                 | 3:59 |

| 1.  | Hang On to Your Love            | Brian Ward    | 3:59 |
| 2.  | The Sweetest Taboo              | Brian Ward    | 5:02 |
| 3.  | Is It a Crime                   | Brian Ward    | 7:03 |
| 4.  | Never as Good as the First Time | Brian Ward    | 3:55 |
| 5.  | Love Is Stronger Than Pride     | Sophie Muller | 4:24 |
| 6.  | Paradise                        | Alex McDowell | 3:35 |
| 7.  | Turn My Back on You             | Sophie Muller | 4:05 |
| 8.  | Nothing Can Come Between Us     | Sophie Muller | 3:52 |
| 9.  | No Ordinary Love                | Sophie Muller | 4:01 |
| 10. | Feel No Pain                    | Albert Watson | 3:48 |
| 11. | Kiss of Life                    | Albert Watson | 4:12 |
| 12. | Cherish the Day                 | Albert Watson | 4:23 |
| 13. | By Your Side                    | Sophie Muller | 4:27 |
| 14. | King of Sorrow                  | Sophie Muller | 4:42 |
| 15. | Soldier of Love                 | Sophie Muller | 5:01 |
| 16. | Babyfather                      | Sophie Muller | 4:01 |

## Certifications
| Pays    | Association | Certification | Ventes  |
| ------- | ----------- | ------------- | ------- |
| Hongrie | Mahasz      | Or            | 3 000+  |
| Italie  | FIMI        | Or            | 30 000+ |
| Pologne | ZPAV        | 4 × Platine   | 80 000+ |